# Breg pri Polzeli
Breg pri Polzeli este o localitate din comuna Polzela, Slovenia, cu o populație de 805 locuitori.